# Goldene Berge
Goldene Berge (russisch Златые горы) ist ein sowjetischer Stummfilm aus dem Jahre 1931. Gedreht wurde er von Sergei Jutkewitsch, die Musik stammt von Dmitri Schostakowitsch.

## Handlung
Der Film spielt im Jahr 1914 und zeigt die Geschehnisse in einer Fabrik sowie klassenkämpferische Maßnahmen. Der Großunternehmer Krutilow erhält vom Militär einen Großauftrag für sein in Sankt Petersburg ansässiges Stahlwerk und sucht nun neue Mitarbeiter. Allerdings kommt es im Werk zu einem Streik.
Der Sohn Krutilows, von Beruf Ingenieur, versucht den Arbeiter Pjotr zu bestechen und macht ihn zum Anführer der als Streikbrecher vorgesehenen neu angekommenen Arbeiter. Pjotr nimmt an einer Verschwörung gegen den Anführer der Bolschewiki Wassili teil, ändert aber im Verlauf der Geschichte seine Intention und bringt den nach einem Attentat verletzten Wassili zu sich nach Hause. Pjotr wird schließlich selbst Teil des Kampfes auf der Seite der Streikenden.

## Veröffentlichung
Im bundesdeutschen Fernsehen wurde der Film am 14. Oktober 1967 im WDR erstmals ausgestrahlt. In der DDR lief Goldene Berge am 27. November 1984 zum ersten Mal im DFF 2.

## Trivia
Der später vielfach prämierte Stepan Kajukow gab in Goldene Berge sein Filmdebüt.